# Expedito de Melitene
Santo Expedito foi possivelmente um cristão martirizado no século IV em Melitene, na Armênia. Nada se sabe sobre sua vida nem onde foi sepultado, e muitos pesquisadores questionam se ele de fato existiu. Contudo, formou-se um folclore ao seu redor e ele é objeto de grande devoção popular em muitos países como o santo das causas urgentes, às vezes em sincretismo com figuras de outros credos.

## Nome
O nome Expeditus (Expedito) pode ser uma corruptela de Elpidius, conforme sugerem os beneditinos de Paris. Outra hipótese é de que o nome tenha derivado de spedito, palavra inscrita numa caixa com relíquias de um santo desconhecido retiradas das catacumbas de Roma e enviada a Paris no século XVII. Contudo, spedito em italiano significa "enviado" ou "rápido", e pode significar simplesmente que a caixa havia sido marcada como despachada ou que devia ser enviada com presteza ao seu destino. As freiras interpretaram a inscrição como se fosse o nome do santo e passaram a divulgar sua devoção, latinizando o nome para Expeditus. Esta história, relatada pelo religioso inglês Alban Butler em sua famosa obra hagiográfica The Lives of the Fathers, Martyrs and Other Principal Saints (1756–1759), tampouco tem fonte segura, e circulam várias outras versões mais ou menos parecidas, que mudam datas e locais. Assinale-se que expeditus também era uma categoria militar do exército romano, correspondente ao soldado da infantaria ligeira, e daí pode ter derivado seu nome.

## Lendas
A lenda mais corrente sobre sua vida o mostra como um militar romano, Comandante-em-chefe da 12.ª Legião, conhecida como "Fulminata", aquartelada em Melitene, e encarregada de proteger o Império das invasões dos bárbaros orientais com um efetivo de mais de 6.800 soldados. Sendo cristão, como era a maioria de seus subordinados, todos nativos da Armênia, teria sido condenado durante as perseguições de Diocleciano no dia 19 de abril do ano 303, sendo martirizado e por fim decapitado com a espada por recusar-se a adorar os deuses pagãos. Outra lenda diz respeito à sua conversão ao cristianismo. Tentado por um demônio em forma de corvo que gritava cras! cras! (em latim, "amanhã"), que surgiu para adiar sua conversão, teria pisado a criatura dizendo hodie! ("hoje"), significando sua disposição heroica de converter-se de imediato.

## Devoção e iconografia
Não há qualquer registro de haver se formado uma tradição sobre ele na Antiguidade, mas no século VIII ele já recebia culto na Germânia e na Sicília. Seu culto só iniciou uma difusão mais larga por volta do século XVII, talvez a partir da França, ou da Alemanha, onde era representado como um advogado pisando um corvo que grita cras! cras!, significando as intermináveis delongas nos processos judiciais, contra as quais ele era invocado. Em 1781 foi designado padroeiro de Acireale, na Sicília, e desde então sua devoção se espalhou rapidamente por muitos países.
É possível que sua ligação com as causas urgentes derive unicamente do significado do seu nome. Tradicionalmente também é o patrono dos mercadores, navegantes, estudantes e dos que vão prestar exames, mas em anos recentes ele tem sido invocado por hackers, geeks e procastinadores habituais da slacker generation como seu protetor. É o patrono oficial da República da Molóssia, micronação não reconhecida internacionalmente. No Brasil sua veneração ganhou corpo nos anos 80 e hoje ele tem multidões de devotos, e sua imagem circula em chaveiros, cartazes, panfletos e santinhos distribuídos aos milhares. Deu seu nome ao município de Santo Expedito, em São Paulo, e Santo Expedito do Sul, no Rio Grande do Sul.
Sua posição oficial na Igreja Católica é incerta. No Martyrologium Hieronymianum ele aparecia ao lado de outros mártires comemorados entre os dias 18 e 19 de abril. A Igreja reconhece a devoção popular e existem igrejas e capelas a ele dedicadas em muitas partes do mundo, mas não foi incluso na edição de 2001 do Martyrologium Romanum.
Sua representação mais comum é a de um soldado romano, com traje de legionário, vestido de armadura, túnica curta e manto jogado atrás das espáduas, com postura marcial. Em uma mão sustenta a palma do martírio e na outra uma cruz que ostenta a palavra hodie, em referência ao episódio do espírito do mal, o corvo que lança seu grito habitual cras! e que é representado debaixo de seu pé. É considerado o padroeiro dos policiais militares no Brasil.
Nas religiões afro-brasileiras, Santo Expedito é conhecido como Logunedé, o orixá da caça, pesca, dificuldades financeiras e profissionais. 